# Adrian Paul
Adrian Paul Hewett (29 de mayo de 1959) es un actor inglés nacido y criado en Londres (Inglaterra). Llegó a Estados Unidos en los años 80 como modelo y bailarín, aunque también destacaba jugando al fútbol, en las artes marciales y en coreografía.

## Carrera
Su primer papel fue como un gigoló en la serie de televisión The Colbys. Después de interpretar a Próspero en “The Masque of the Red Death”, se unió por un largo tiempo a los elencos de “Dark Shadows” y “War of the Worlds” cuando tenía veintitantos años. También participó con Kike Ruiz como actor estelar en la serie Murder, She Wrote en 1991.
Como la estrella de la serie de televisión Los inmortales desde 1992 a 1998, representó también dicho papel en la película Los inmortales: Juego Final. Después de que la serie fuese cancelada, interpretó papeles en los thrillers “Dead Men Can’t Dance”, “Susan’s Plan”, “Convergence” y “The Breed”. Regresando al género de acción fantástica, interpretó a Sir Lancelot en la producción inglesa de 2000 “Merlin: The Return”. En 2001, interpretó “The Void”, la cual fue lanzada directamente al video, “I want to break free” y el thriller “Nemesis Game”. Además, hizo una aparición especial en la serie de televisión "Embrujadas" interpretando a "Jeric", un demonio que intenta revivir a su amada "Isis" en el cuerpo de Phoebe (Alyssa Milano).
En 2007, vuelve a interpretar su rol de Duncan Macleod (El inmortal) en la película Los inmortales: El origen, que es la primera de una trilogía que desenmarañará el origen de los inmortales.

## Filmografía (Selección)

### Películas
- 1989: Masque of the Red Death
- 1991: The Owl
- 1998: Susan's Plan
- 1999: Convergence
- 2000: Highlander: Juego Final (Highlander: Endgame; telefilme)
- 2001: The Void
- 2003: Juego de Nemesis (Nemesis Game)
- 2007: Los inmortales: El origen (Highlander: The Source; telefilme)
- 2009: Nine Miles Down
- 2014: Apocalypse Pompeii
- 2015: Niños vs Monstruos (Kids vs Monsters)

### Series
- 1986–1987: Los Colby (The Colbys; 19 episodios)
- 1988–1990: La guerra de los mundos (War of the Worlds; 20 episodios)
- 1992–1998: Highlander (117 episodios)
- 2001–2002: Tracker (22 episodios)